# CC 65500
Les CC 65500 sont une série de 35 locomotives Diesel-électriques de la SNCF, dont la première commande remonte au 18 août 1952. La première machine est mise en service le 10 juillet 1955 au dépôt de La Plaine. Ces locomotives amorcent ainsi la conversion de la vapeur au Diesel.
Leur silhouette et le bruit caractéristique de leur moteur Diesel lent et très bruyant (maxi 710 tr/min) de type Sulzer de 2 000 ch et leur silhouette leur valent plusieurs surnoms : Babazou, Dakota, Doryphore... À partir du milieu des années 1970 et jusqu'à leur réforme en 2005, elles se signalent surtout en tête des lourds trains de travaux sur les chantiers de construction des lignes à grande vitesse du réseau français. Au début des années 1980, cinq exemplaires de la série sont rachetés par des entreprises de travaux ferroviaires, mais tous sont réformés une trentaine d'années plus tard. Deux locomotives, la CC 65506 (CMCF) et la CC 65512 (APPMF), sont sauvegardées par des associations.

## Des locomotives pour la Grande Ceinture

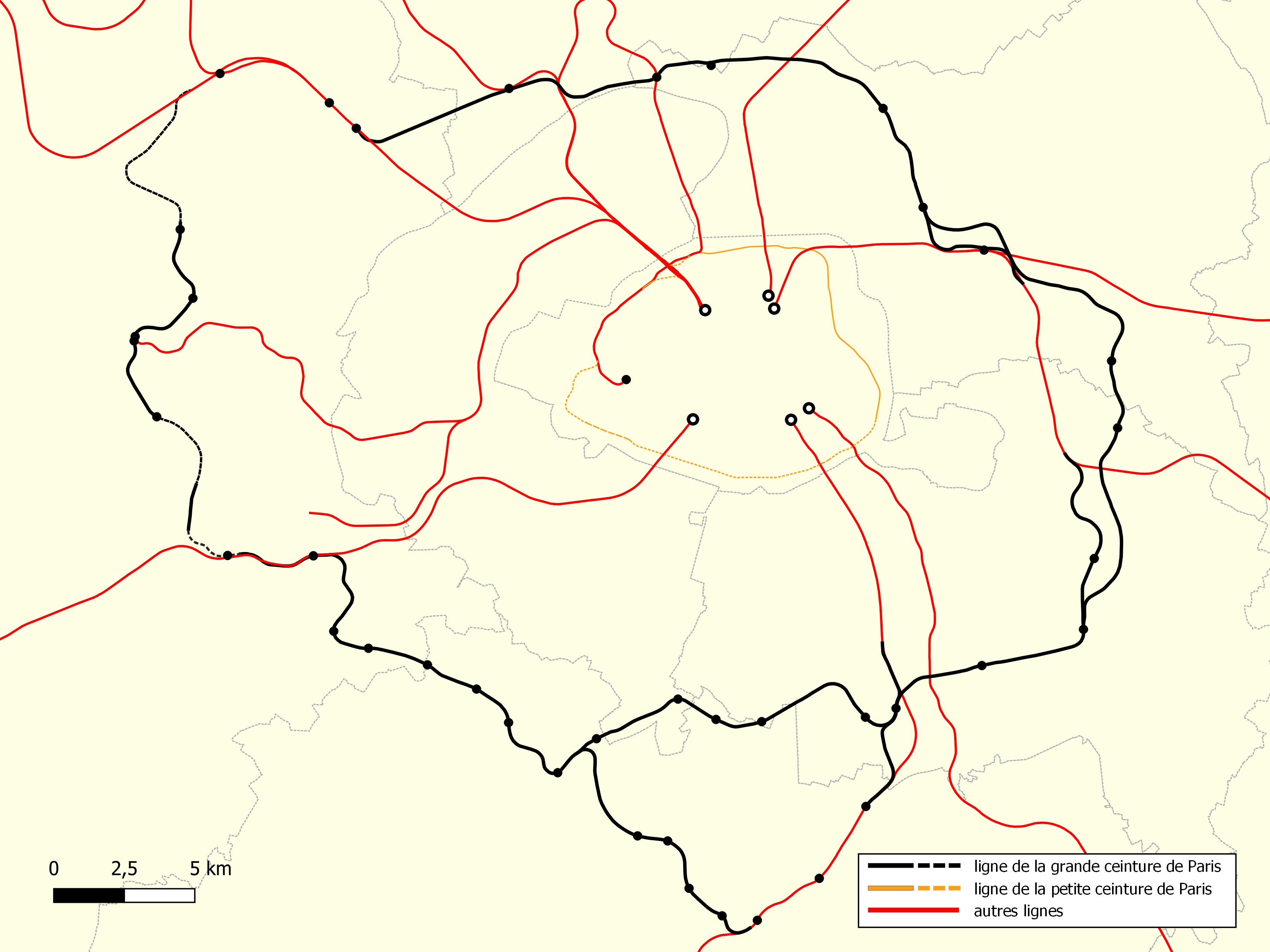
Ligne de la Grande Ceinture.

La SNCF ne commence à étudier l'utilisation de puissantes locomotives Diesel de lignes qu'après la fin de la Seconde Guerre mondiale. Elle conçoit ainsi deux projets de locomotives Diesel à adhérence totale de type CC. L'un, en 1954, concerne une série de locomotives aptes à un service mixte (voyageurs et marchandises) et utilisant des moteurs à rotation rapide : ce sont les 060 DB (futures CC 65000). L'autre projet, en 1952, est tourné vers des locomotives lourdes, à moteur lent, plus spécialement affectées à la traction de trains de marchandises, ce sont les 060 DA (futures CC 65500).
Cette dernière série est destinée à circuler sur la ligne de la Grande Ceinture (GC) dont seul un tronçon sud est alors électrifié. Cette ligne connaît un important trafic de marchandises en transit dont les trains sont tractés par des locomotives à vapeur (151 TA et 151 TQ) que la SNCF souhaite remplacer par les nouvelles locomotives Diesel pour assurer les liaisons inter-triages.

## Description

### Caractéristiques techniques
Le châssis, composé de deux longerons entretoisé par des traverses, supporte une caisse comprenant une partie centrale pourvue de hublots d'éclairage, de portières et panneaux amovible s permettant d'accéder aux équipements, deux cabines de conduite directement accessibles par l'extérieur de la machine et un lanterneau de toiture démontable en plusieurs parties. La Compagnie des ateliers et forges de la Loire à Saint-Chamond se charge de la construction des caisses et de l'installation des équipements.
Le moteur qui équipe les CC 65500 est dérivé de celui utilisé sur la 262 BD 1, issu de la technologie des moteurs utilisés dans la marine. De marque Sulzer, il est construit par son concepteur dans son usine suisse de Winterthur pour les premiers exemplaires puis sous licence par la Compagnie de construction mécanique à Saint-Denis. C'est un moteur à 12 cylindres en U (deux lignes parallèles de six cylindres), d'une cylindrée totale de 266 L, suralimenté.
Les équipements électriques sont fournis par la Compagnie électro-mécanique. Une génératrice principale G 1100-10 calée sur le moteur — alimentée par les batteries, elle fait aussi office de démarreur — qui transmet le courant continu aux six moteurs de traction CEM GTDM 532, un par essieu. Une génératrice auxiliaire G 500/6 alimentant les autres organes électriques de la locomotive (commandes électro-pneumatiques, pompes à eau et à gazole, ventilateurs de refroidissement des moteurs de traction, signalisation...).
La production d'air comprimé est assurée par un compresseur entraîné par le moteur, sur le même arbre que la génératrice principale.
Aucun dispositif de chauffage des voitures de voyageurs n'est prévu (chaudière à vapeur dans la locomotive ou câble de chauffage électrique), les locomotives étant destinées au trafic marchandises.
Les CC 65500 pèsent 120 t en ordre de marche et développent une puissance continue de 1 290 kW (1 730 ch) pouvant atteindre 1 490 kW (2 000 ch) au démarrage. Leur vitesse maximale, initialement de 75 km/h, est portée à 80 km/h en novembre 1971. Elles ne sont pas équipées pour le fonctionnement en unités multiples.

### Livrées et numérotation
Cette série a porté trois numérotations successives : celle d'origine est 060 DA. En 1962, le plan de renumérotation général du matériel thermique de la SNCF les renomme CC 64000 mais la série des BB 63500 grandissant et pouvant dépasser les 500 unités, elles sont renumérotées CC 65500 à partir de 1966.
Les premières 060 DA sortent en livrée « vert extérieur » 306 à bande « jaune bouton d'or » 411 avant d'adopter le « vert celtique » 301 à bande « jaune jonquille » 401. Vers 1974, les deux derniers chiffres de leur numéro sont peints en grosses lettre blanches puis jaunes sur leurs faces frontales pour faciliter leur identification sur les voies du dépôt de La Plaine.
Le bruit caractéristique de leur moteur vaut aux CC 65500 les surnoms de « Babazous » (onomatopée) ou « Dakotas » (par assimilation avec le bruit des avions DC-3 qui portent le même surnom). Leur allure massive et leur livrée sombre à bandes jaunes les font également surnommer « Doryphores ».

CC 65500 en livrée verte à filets jaunes.

## Carrière et services

### À la SNCF
Trois commandes successives de vingt, cinq puis dix machines sont passées en 1952, 1955 et 1956. Après des essais en ligne menés en juin 1955 avec la CC 65501 qui sert également à la formation des agents de conduite, les mises en service s'échelonnent de juillet 1955 à septembre 1959.
La série commence son difficile service sur la ligne de Grande Ceinture, pour les trains de marchandises inter-triages. Les locomotives peuvent tracter, selon les sections, des trains de 1 600  à   2 000 t voire 2 400 t, soit 400  à   850 t de plus que les 151 TQ qu'elles remplacent. Ce service se restreint progressivement dans les années 1960 du fait des électrifications, en particulier sur le Nord et l'Est de la Grande Ceinture, qui s'achèvent en 1970. Certaines machines sont alors remployées en tête des trains de marchandises de desserte dans la banlieue parisienne, mais cela reste insuffisant pour mobiliser toute la série et les premières radiations ont lieu en 1981.
La vraie reconversion intervient dans les trains de travaux où leurs excellentes qualités d'adhérence et leur effort de traction à basse vitesse sont recherchées. Elles interviennent d'abord sur les lignes de la banlieue parisienne (ligne de Roissy, ligne du plateau à Évry), puis surtout sur la construction des lignes à grande vitesse : LGV Sud-Est, LGV Atlantique, LGV Nord-Europe, LGV Rhône-Alpes. Au 1er janvier 1999, les dix-huit CC 65500 encore à l'inventaire et qui travaillent sur le chantier de la LGV Méditerranée sont affectées à l'activité Infra. À la suite de ce dernier chantier, les  machines sont garées en bon état au dépôt d'Avignon en 2001, en attente du chantier de la LGV Est européenne. N'ayant pas circulé depuis cette date, leur état et leur âge leur interdisent une ultime prestation et elles sont radiées fin 2005 alors qu'elles ne sont plus que quinze à l'inventaire depuis deux ans. La CC 65501 est créditée du plus fort kilométrage de la série avec 2 042 472 km parcourus au 1er janvier 2001.

### Pour le compte d'autres opérateurs

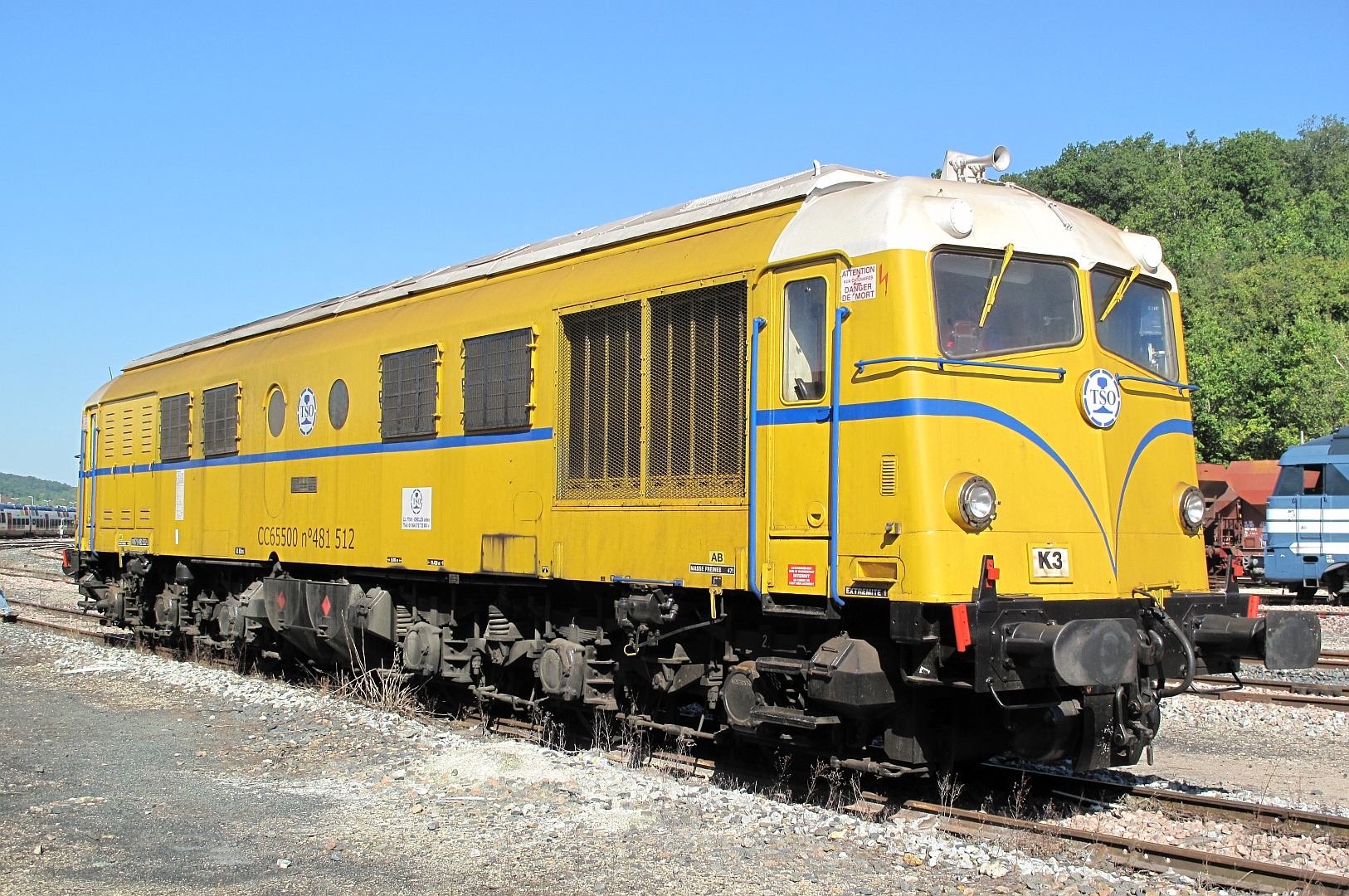
La CC 65512 en livrée TSO à Longueville.

Cinq unités, radiées entre 1981 et 1983, connaissent une seconde carrière dans des entreprises de travaux ferroviaires :
- CC 65505 rachetée par Drouard (devenue SPIE Drouard, filiale de AMEC SPIE puis de SPIE) en 1982 (mise à la ferraille) ;
- CC 65507 rachetée par Desquenne et Giral (aujourd'hui Colas Rail) en 1983 (mise à la ferraille) ;
- CC 65510 rachetée par Drouard en 1982 (mise à la ferraille) ;
- CC 65512 rachetée par TSO (Travaux du Sud-Ouest) en 1983, cédée à l'APPMF ;
- CC 65522 rachetée par TSO en 1983 (hors service).

De 1982 à 1985, les Houillères du Bassin de Lorraine (HBL) louent à la SNCF une quinzaine de CC 65500 pour l'exploitation de leur réseau minier, dont les CC 65501, 65502, 65506, 65508, 65512, 65515, 65518, 65521, 65522, 65526, 65527, 65528, 65529, 65533, et 65534. 
L'emploi de CC 65500 pour la construction de la première ligne à grande vitesse de la société nationale des chemins de fer belges, un temps envisagé, ne se concrétise pas.
Des essais sont conduits en 1956 et 1957 pour le compte de la Renfe (après modification des bogies pour permettre la circulation sur les voies larges espagnoles) et des chemins de fer yougoslaves. Bien que concluants, aucune suite ne leur est donnée et les CC 65500 ne sont pas vendues à l'exportation.

### Lignes parcourues
En dehors de circulations occasionnelles en tête de trains d'agences, souvent composés de voitures-lit, ou de trains auto-couchettes (TAC), les CC 65500 œuvrent surtout en tête des trains de marchandises.
- Creil-Beauvais - Persan-Beaumont - Petit Thérain
- Grande ceinture Ouest
- Achères - Versailles-Matelots
- Achères - Noisy-le-sec triage
- Versailles-Matelots - Trappes
- Stains-Pierrefitte - Valenton - Villeneuve - Juvisy
- Juvisy-Valenton - Le Bourget
- Faisceau de Gennevilliers - Noisy-le-Sec triage
- Houillères du Bassin de Lorraine, (dépôt de Merlebach, location aux HBL en 1978)
- Lyon - Grenoble (en 1984 et 1985, lors des travaux d'électrification de la ligne Lyon - Grenoble)
- Lyon - Chambéry (en 1984 et 1985, lors des travaux d'électrification de la ligne Saint-André-le-Gaz - Chambéry)
- Paris - Vendôme - Tours (en 1987, lors des travaux  de la LGV Sud-Ouest)
- LN 2 (en 1988, lors des travaux  de la LGV Atlantique)
- Marseille - Nice - Villefranche-sur-Mer (pour travaux de renouvellement de voie, en mars 1989, dont CC 65516)
- Lyon - Satolas puis Saint-Exupéry (en 1992, lors des travaux de la LGV Rhône-Alpes)
- LN 4 (en 1993, lors des travaux  de la LGV)
- LN 5 (en 2000, lors des travaux  de la LGV)

### Dépôts titulaires
Dans la première partie de leur carrière, lorsqu'elles circulent sur la ligne de la Grande Ceinture, les CC 65500 sont toutes affectées au dépôt de La Plaine. Ensuite, lorsqu'elles participent aux trains de travaux, leurs effectifs se répartissent dans les dépôts de Nevers (10), Vénissieux (14) ou à la reprise des radiations en 1989, toutes les survivantes sont mutées dans ce dernier dépôt suite de la fermeture de celui de La Plaine un an plus tard, (détachement du 1er Mai 1983 à 1988 pour travaux LGV Sud-Est et électrification Lyon - Grenoble - Chambéry), Avignon et Miramas (détachement 1988 pour travaux LGV Rhône-Alpes et Méditerranée). Les révisions générales sont assurées par les ateliers d'Épernay, puis par ceux de Sotteville à partir de 1990.

## Modélisme
Cette locomotive a été reproduite en HO par les firmes France-Trains, Model Loco, Carpena & Goupille , Electrotren et Hornby-Jouef mais également en N par la firme Startrain en 2014.

## Machines préservées
La CC 65506, radiée le 13 décembre 2004 à Avignon, est préservée par le CMCF en 2006 à Oignies où d'importants travaux de restauration sont nécessaires.
La CC 65512 radiée le 16 février 1983, est vendue aux Travaux du Sud-Ouest. Elle est préservée par l'APPMF depuis le 14 janvier 2017 à Gièvres où elle retrouve sa livrée d'origine.
Après rénovation,  elle a obtenu sa réhomologation et refait ses premiers tours de roues pendant l'été 2024. Elle assure des trains touristiques depuis le printemps 2025.